# Omega Canis Majoris
Omega Canis Majoris (28 Canis Majoris) é uma estrela na direção da constelação de Canis Major. Possui uma ascensão reta de 07h 14m 48.66s e uma declinação de −26° 46′ 21.7″. Sua magnitude aparente é igual a 4.01. Considerando sua distância de 924 anos-luz em relação à Terra, sua magnitude absoluta é igual a −3.25. Pertence à classe espectral B2IV/Ve. É uma estrela variável γ Casssiopeiae.